# Eduardo Noriega (actor mexicano)
Eduardo Sobrino Noriega (Ciudad de México; 25 de septiembre de 1916 - 14 de agosto de 2007) fue un actor y productor cinematográfico mexicano, aunque también logró protagonizar en el cine estadounidense.

## Biografía
Eduardo Sobrino Noriega nació el 25 de septiembre de 1916 en la Ciudad de México. Después de cursar sus primeros estudios en Estados Unidos, regresa a México e ingresa a estudiar Artes Plásticas en la Academia de San Carlos de la UNAM.
Debuta como actor en 1939 en el antiguo teatro Hidalgo, para después iniciar su carrera cinematográfica, concretamente en 1941, con la cinta La liga de las canciones de Chano Urueta, le siguieron pequeñas intervenciones en otras cintas, en 1945 RKO le ofrece un contrato para trabajar en Hollywood y ante la falta de oportunidades estelares en México Noriega acepta, en esta primera etapa en Estados Unidos trabaja con destacados actores como John Wayne, Shirley Temple y su compatriota Anthony Quinn. A su regreso a México Fernando de Fuentes le ofrece el papel antagónico en la nueva versión de la mítica cinta Allá en el rancho grande (1949), esta vez protagonizada por Jorge Negrete y la entonces debutante Lilia del Valle, es después de esta intervención por la que se le conceden mayores oportunidades, así participa en La familia Pérez (1949), junto a Joaquín Pardavé y Sara Garcia y protagoniza Ladronzuela (1949), la última cinta en la que participaría Blanca Estela Pavón antes de su trágica muerte.
A principios de los 50 el actor funda la empresa producciones Noriega, su primer proyecto dentro de este rubro fue Dos Caras tiene el destino (1952), para la que contrata a la impactante belleza Miroslava Stern, paralelamente sigue con su trabajo en Hollywood en cintas como Plunder of the sun  (1953) con Glenn Ford, The Far Horizons (1955) con Charlton Heston, Serenade (1956), The Beast of Hollow Mountain (1956), en las que él llevaba uno de los roles estelares y  The Sun Also Rises (1957) con Tyrone Power, Ava Gardner, Errol Flynn y Mel Ferrer. 
En 1961 tiene una participación especial en la excelente cinta Los hermanos del hierro del director Ismael Rodríguez y con un excelente reparto que incluía a Columba Domínguez, Emilio Fernández, Pedro Armendáriz, Víctor Manuel Mendoza y protagonizaban Julio Alemán y Antonio Aguilar. El actor se mantiene vigente en las décadas posteriores, incluso trabajo hasta poco antes de su muerte; entre sus trabajos en la televisión mexicana destacan Abrázame muy fuerte, Mariana de la noche y La esposa virgen, que representó su último trabajo.
Eduardo Noriega se casó dos veces, una de ellas, con la también actriz Donna Lee, con quien procreó a sus cuatro hijos: Eduardo, Ricardo, Esteban y Laura. 
Fallece poco antes de cumplir 91 años de un infarto masivo al corazón, sus restos descansan en la iglesia La Inmaculada de la colonia Las Águilas (Ciudad de México), al lado de su segunda esposa, según su última voluntad.

## Filmografía

### Películas
- El Papelerito (1951)
- La isla de los hombres solos (1974)
- El patrullero 777 (1978)
- Central camionera (1988)
- Dos caras tiene el destino
- Ladronzuela
- Azahares para tu boda